# Валаш
Валаш (среднеперсидский: Wardākhsh/Walākhsh, перс. بلاش‎) — иранский принц из дома Каренов, впоследствии ставшим правителем Табаристана в 665 году.
Он был внуком дворянина Адхара Валаша и, таким образом, потомком Сухры, известного иранского дворянина, который контролировал большую часть дел Сасанидской империи. В 665 году Валаш убил Фаррухзада, правителя Табаристана, а затем завоевал его владения, став единоличным правителем Табаристана. Сын Фаррухзада, Сурхаб I, затем бежал в крепость Бавандов в Мазендеране, чтобы избежать Валаша. В 673 году Сурхаб отомстил за отца, убив Валаша, а затем отвоевал Табаристан у Валаша.